# موگرمون
موگرمون روستایی است واقع در بخش موگرمون شهرستان لنده در استان کهگیلویه و بویراحمد ایران. 